# Joe Fry
Pour les articles homonymes, voir Fry.
Pas d'image ? Cliquez ici
Joe Fry  (né le 26 octobre 1915 à Chipping Sodbury et mort le 29 juillet 1950 à Dorset) était un ancien pilote anglais de course automobile qui a disputé le premier Grand Prix de l'histoire du championnat du monde de Formule 1. Il est surtout resté dans les annales du sport automobile comme étant le premier pilote engagé en championnat du monde de Formule 1 (créé en 1950) à décéder lors d'une course automobile.

## Biographie
Joe Fry débute en compétition automobile dans des épreuves de sprint et de courses de côtes. Il s'aligne souvent au volant de voitures dont il assure lui-même la préparation : il se fait remarquer par son talent à optimiser le rapport puissance/cylindrée des moteurs. Le 20 août 1949, il s'inscrit, au volant de sa Maserati 4CL privée, à sa première course de Formule 1, le BRDC International Trophy où il se classe 15e, puis le 17 septembre 1949 il s'engage au Goodwood Trophy et termine 7e.
L'année suivante, il participe au premier Grand Prix de l'histoire du championnat du monde. Après s'être élancé de la 20e place sur la grille de départ, toujours au volant de sa Maserati, il couvre 45 tours avant de céder le volant à Brian Shawe-Taylor, pour finalement partager la 10e place.
Un mois et demi plus tard, lors d'une épreuve de course de côte à Blandford Camp, au volant désormais d'une Freikaiserwagen (de), Joe Fry perd le contrôle de sa voiture et se tue en course, à 34 ans.

## Résultats en championnat du monde de Formule 1
| Saison | Écurie | Châssis      | Moteur              | Pneus  | GP disputé      | Résultat | Classement |
| ------ | ------ | ------------ | ------------------- | ------ | --------------- | -------- | ---------- |
| 1950   | Privé  | Maserati 4CL | Maserati 4 en ligne | Dunlop | Grande-Bretagne | 10e      | n.c.       |